# Kiyoshi Kurosawa

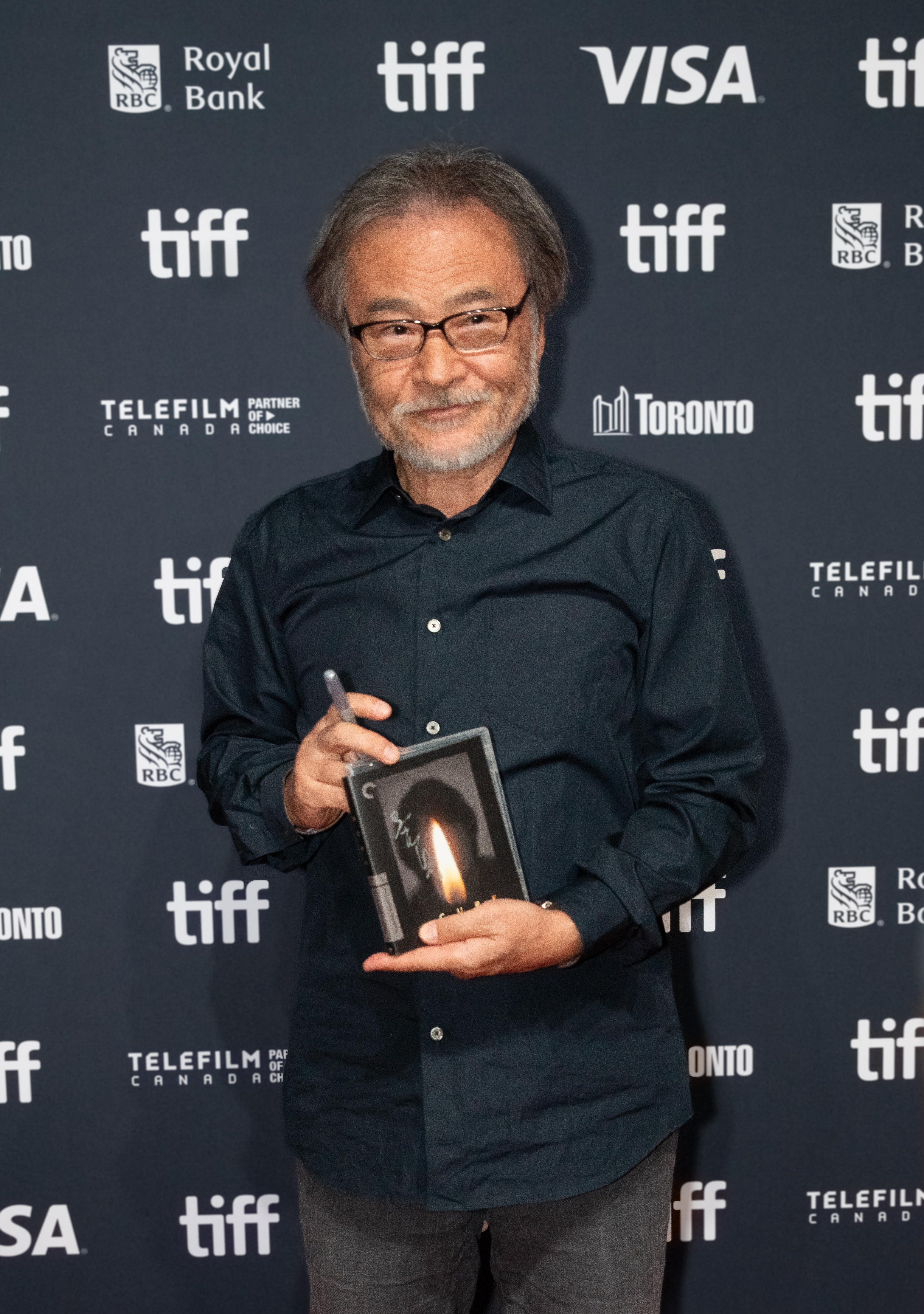
Kiyoshi Kurosawa, 2024

Kiyoshi Kurosawa (jap. 黒沢 清, Kurosawa Kiyoshi; * 19. Juli 1955 in Kōbe) ist ein japanischer Regisseur und Drehbuchautor, der vor allem für seine Horrorfilme internationale Bekanntheit erlangte.

## Karriere
Kurosawa drehte bereits als Jugendlicher erste Super-8-Filme, startete seine künstlerische Laufbahn als Regieassistent u. a. von Shinji Sōmai, bevor er in den 1980er-Jahren mit Inszenierungen von Low-Budget-Yakuza-Filmen für die Direct-to-Video-Produktion als Regisseur debütierte, für die er teilweise auch das Drehbuch schrieb und gelegentlich auch als Schauspieler vor die Kamera trat. 1992 wurde ihm ein Stipendium am Sundance Institute angeboten, das es ihm ermöglichte ein Regie-Studium in den Vereinigten Staaten aufzunehmen, obwohl er bereits zu dieser Zeit auf eine fast zehnjährige Laufbahn als verantwortlicher Regisseur zurückblicken konnte.
Internationale Aufmerksamkeit erreichte er erstmals 1997 mit seiner Studie über einen Serienkiller in dem Film Cure (キュア), für dessen Drehbuch er ebenfalls verantwortlich war und der mehrere nationale Auszeichnungen gewinnen konnte. Pulse (回路) gab dem J-Horror 2001 entscheidende Impulse.
Im Frühling 2005 nahm er eine Stelle als Professor an der Graduate School of Film and New Media der Tokyo National University of Fine Arts and Music an.
Tōkyō Sonata wurde bei den Internationalen Filmfestspielen von Cannes 2008 mit dem Preis der Sektion „Un Certain Regard“ prämiert. Auch in dieser Reihe bekam dort schon Pulse 2001 anteilig einen FIPRESCI-Preis der Filmkritik. 2012 drehte Kurosawa die fünfteilige Miniserie „Sühne“ fürs japanische Fernsehen.

### Filmstil
Seine außergewöhnlich innovativen Filme zeichnen sich im Gegensatz zu seinen namhaften japanischen Kollegen nicht durch übertriebene Blutdarstellungen aus, sondern vielmehr durch eine langsame, elegische Erzählung und beängstigend statische Atmosphäre. Inszeniert bis hin zur Anmutung von Stillleben, die das Auge des Zuschauers nicht lenken, und dem Einsatz von kühlen Plansequenzen in der vorherrschenden Totalen erzählt der Stilist Kurosawa oft von Apokalypse, Irrsinn, Geistern, Landschaften, Wissenschaftlern oder Cops bei kahler Mise-en-scène und weitgehender Freiheit von Dialog oder zumindest sinnvollem Dialog der desillusionierten, isolierten Figuren (Hauptrolle meist Kōji Yakusho). Visueller Erfindungsreichtum und eine eindrucksvolle Tonspur (von vielfältiger dramaturgischer Funktion) gehen bei seinen sehr symbolischen Horrorfilmen Hand in Hand. Slant nannte ihn 2005 einen „Meister des Verweilens auf Momenten der Unschlüssigkeit und der passiven Frustration bis zu einem Punkt der komischen Absurdität.“ Rationalen Erklärungen entgeht er konsequent. Im späteren Werk tritt das Amüsante, Surreale und das (filmisch) Seltsame zunehmend in den Vordergrund. In seinen bisherigen Werken hat er eine Welt entworfen, in der man nicht gerne leben würde. Kashō Abe äußerte sich im Jahr 2000 zum Filmemacher, der aktuellen westlichen Mainstream-Konventionen denkbar fern steht: „Film ist nicht dasselbe wie Erzählung. Die Substanz von Film ist vielmehr die Differenz dazwischen.“

## Filmografie (Auswahl)
- 1989: Sweet Home (スウィートホーム, Suwīto Hōmu)
- 1997: Cure (キュア, Kyua)
- 1998: Hebi no Michi (蛇の道)
- 1998: Kumo no Hitomi (蜘蛛の瞳)
- 1998: Als Mensch zugelassen (ニンゲン合格, Ningen Gōkaku)
- 1999: Ōinaru Gen’ei (大いなる幻影)
- 2000: Charisma (カリスマ, Karisuma)
- 2001: Pulse (回路, Kairo)
- 2001: Seance – Das Grauen (降霊, Kōrei)
- 2003: Akarui Mirai (アカルイミライ)
- 2003: Doppelgänger (ドッペルゲンガー, Dopperugengā)
- 2005: Loft (ロフト, Rofuto)
- 2006: Sakebi (叫)
- 2008: Tokyo Sonata (トウキョウソナタ)
- 2012: Sühne (贖罪, Shokuzai; Miniserie)
- 2013: Real – Kanzen Naru Kubinagaryū no Hi (リアル〜完全なる首長竜の日〜)
- 2014: Seventh Code
- 2015: Kishibe no Tabi (岸辺の旅)
- 2016: Kurīpī: Itsuwari no Rinjin (クリーピー 偽りの隣人)
- 2016: Daguerreotype (ダゲレオタイプの女)
- 2017: Sanpo Suru Shinryakusha (散歩する侵略者)
- 2017: Yochō: Sanpo Suru Shinryakusha (予兆 散歩する侵略者)
- 2019: To the Ends of the Earth (旅のおわり世界のはじまり Tabi no Owari Sekai no Hajimari)
- 2020: The Wife of a Spy (スパイの妻)
- 2024: Chime
- 2024: Cloud